# Сінді Гайд-Сміт
Сінді Гайд-Сміт (англ. Cindy Hyde-Smith; нар. 10 травня 1959, Брукгевен, Міссісіпі) — американський політик, представляє Республіканську партію. Сенатор США від штату Міссісіпі з 9 квітня 2018 року. Комісар Міссісіпі з питань сільського господарства і торгівлі (2012—2018).

## Біографія
Виросла у Монтіселло, штат Міссісіпі. Закінчила Університет Південного Міссісіпі.
З 2000 по 2012 рік Гайд-Сміт була членом Сенату Міссісіпі, представляла 39-ий виборчий округ. Спочатку вона була консервативним демократом, у 2010 році перейшла до лав республіканців. З 2004 року очолювала комітет з питань сільського господарства.
У 2011 році була обрана комісаром Міссісіпі з питань сільського господарства і торгівлі.
21 березня 2018 року губернатор Міссісіпі Філ Брайант оголосив про намір призначити Гайд-Сміт на місце сенатора Тада Кохрана, який залишає свою посаду достроково за станом здоров'я. Після вступу на посаду 9 квітня вона стала першою жінкою, яка представляє штат Міссісіпі у Конгресі США